# Bence (Kedungjajang)
Bence is een bestuurslaag in het regentschap Lumajang van de provincie Oost-Java, Indonesië. Bence telt 1679 inwoners (volkstelling 2010).